# 康居
康居（呉音：こうこ、漢音：こうきょ、拼音：Kāngjū）は、かつて中央アジアに在ったとされる遊牧国家。大宛の西北に在り、シル川の中・下流からシベリア南部を領していたと思われ、現在のカザフスタン南部にあたる。

## 歴史

### 前漢の時代

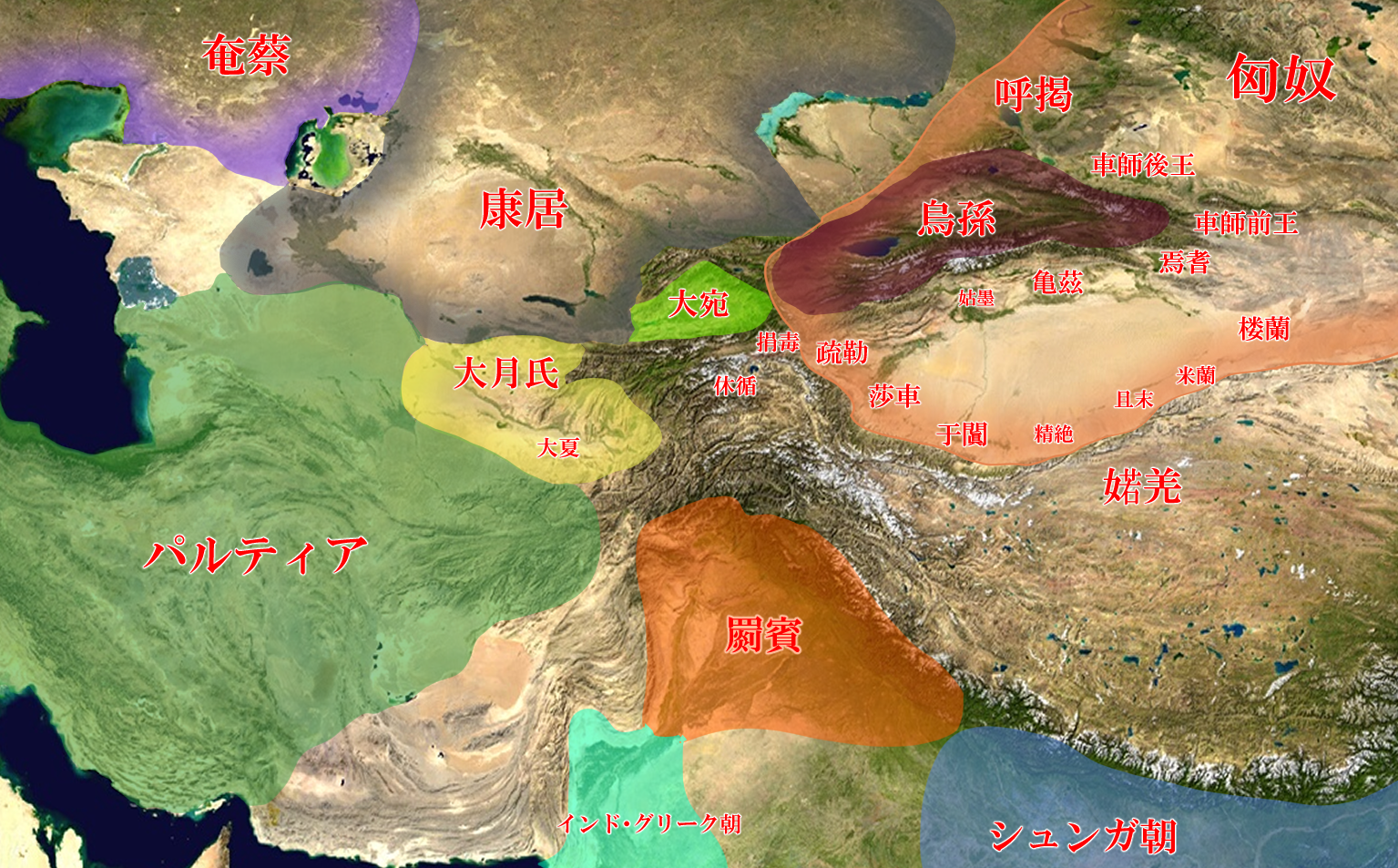
紀元前2世紀頃の中央アジアの地図

秦の末年、匈奴は冒頓単于（在位：前209年 - 前174年）のもとで東胡・月氏・丁零を倒してモンゴル高原を統一し、さらに前漢の文帝（在位：前180年 - 前157年）の時期にその西方の楼蘭・烏孫・呼掲およびタリム盆地の26国を征服した。
紀元前161年、匈奴の老上単于（在位：前174年 - 前161年）が死ぬと、匈奴にいた烏孫の昆莫はその民を引き連れて西へ移動し、イシク湖周辺（現在のキルギス）にいた大月氏（月氏の残党）を駆逐して烏孫国を建国した。一方、駆逐された大月氏は南下してソグディアナに移住した。
漢で武帝（在位：前141年 - 前87年）が即位すると、武帝は月氏と共同で匈奴を攻撃しようと、張騫を中郎将に任命して西域に派遣した。しかし、張騫はすぐに匈奴に捕まってしまい、10年あまりも抑留された。ある時、監視が緩まったのを機に脱出し、西へ行くこと数10日、大宛に到着した。大宛は以前から漢と通商したいと望んでいたので、王は事情を聞き、とりあえず張騫たちを隣国の康居まで道案内をつけて送ってやった。そしてその康居も、張騫たちを目的地である大月氏まで送ってやった。この時の康居は小国であり、南は大月氏に臣従し、東は匈奴に臣従していた。
漢の宣帝（在位：前74年 - 前49年）の時期、匈奴は分裂状態となり、一時は5人の単于が並立することもあった。やがて呼韓邪単于と郅支単于の兄弟が東西で争うようになり、兄の郅支単于は西の堅昆の地に拠った。ある時、郅支単于が漢の使者を殺してしまったため、漢の復讐を恐れて西へ逃れようとした。ちょうどその頃、康居は隣国の烏孫の侵入に苦しんでいたため、匈奴の郅支単于と同盟を組むことにした。こうして両者は同盟を組むこととなり、郅支単于は康居に居座って康居のために烏孫と戦った。しかし、次第に郅支単于は傲慢になり、康居王の娘や貴人・人民数百人を殺し、死体をバラバラにして都頼水（タラス川）に棄てた。さらに郅支単于は人民を徴収して都頼水のほとりに城を造らせた。この工事に毎日500人を使い、2年かけて築城したという。また、周辺国である大宛国や闔蘇国（奄蔡国）などに貢物を要求し、納税させた。
建昭3年（前36年）秋、西域都護の甘延寿と副校尉の陳湯は戊己校尉や屯田吏士及び西域胡兵を発して郅支単于を攻撃した。冬、漢軍は郅支単于を斬首し、閼氏（えんし：単于の妻）や太子など1518人を殺し、145人を生け捕ると、1000人あまりが投降した。
成帝（在位：前33年 - 前7年）の時代になると、康居は子を漢に入侍させて貢献するようになった。

### 後漢の時代

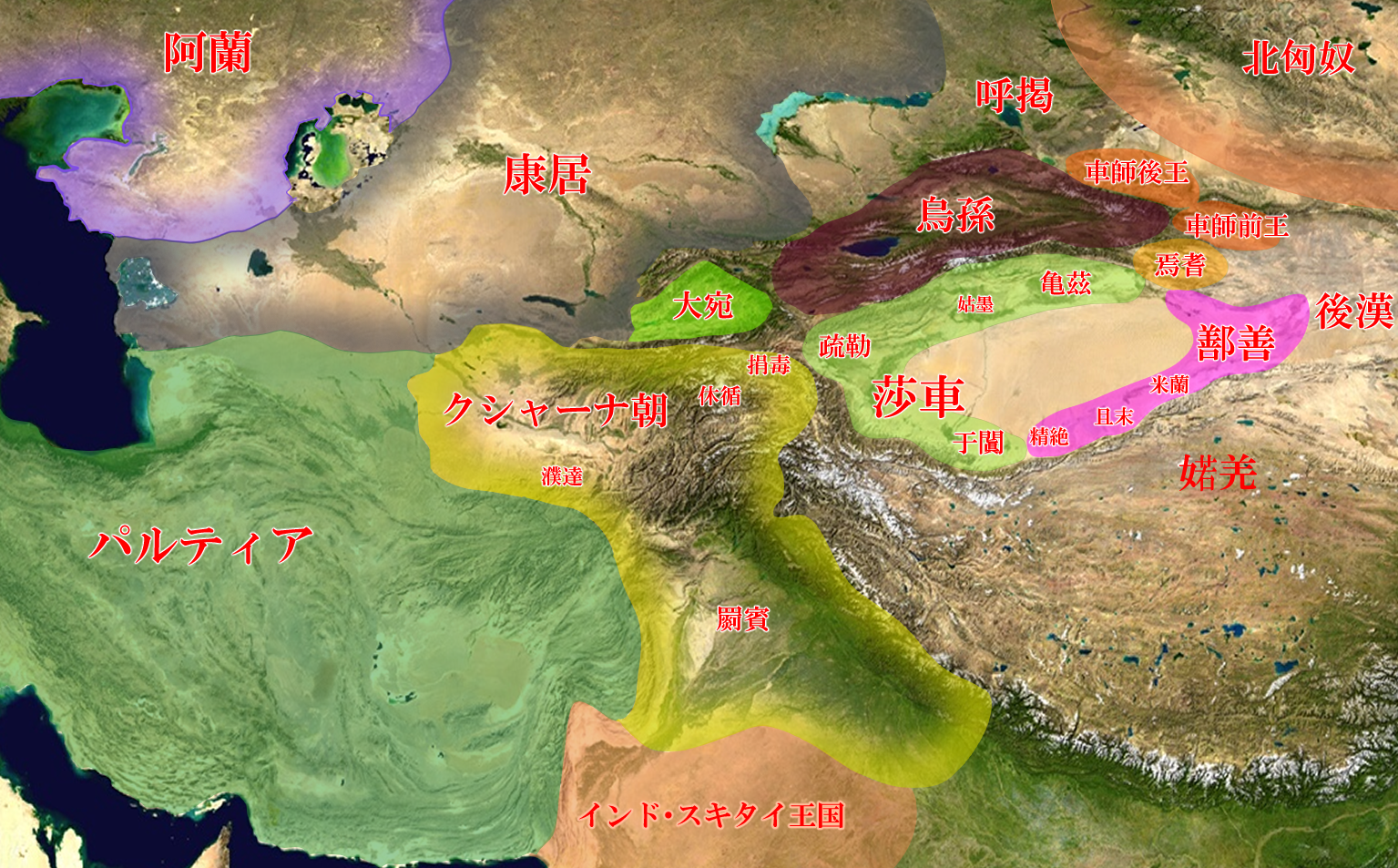
1世紀の中央アジアの地図

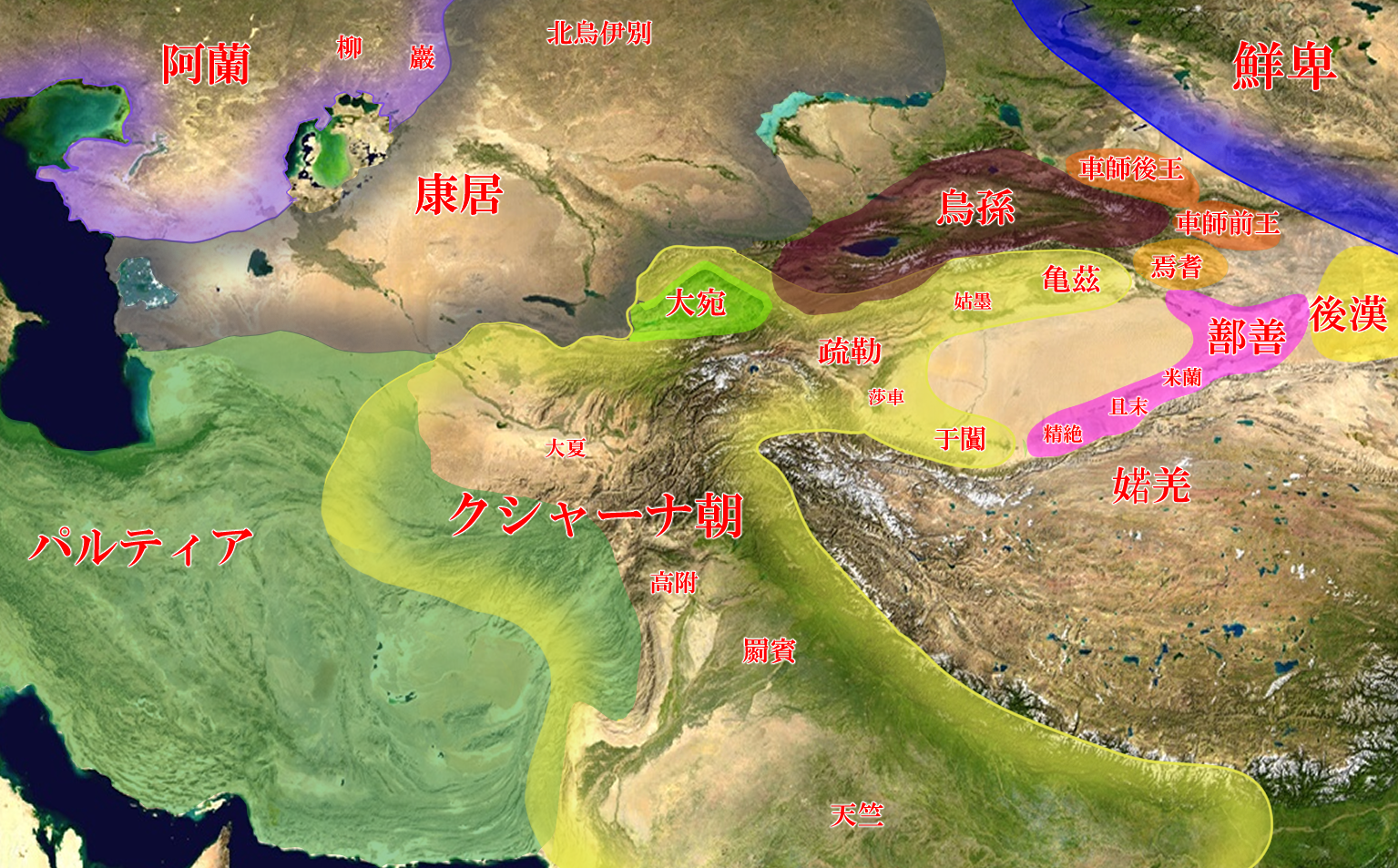
2世紀の中央アジアの勢力図

後漢の光武帝（在位：25年 - 57年）の時期、西域諸国の中で最も強勢を誇った莎車国王の賢は、大宛からの税が少ないとし、自ら諸国の兵数万人を率いて大宛を攻め、大宛王の延留（えんりゅう）を降伏させ、新たに拘弥王の橋塞提（きょうさいてい）を大宛王とした。しかし、康居がこれを攻撃し、橋塞提が逃亡したので、賢はふたたび延留を大宛王に戻した。
建初9年（84年）、班超は疏勒国・于窴国の兵を発し、莎車国を攻撃した。莎車国は陰で疏勒王の忠と密通しており、忠はこれに従って反き、西の烏即城に立てこもった。すると班超はその府丞の成大を立てて新たな疏勒王とし、忠を攻撃した。これに対し康居が精兵を派遣してこれを救ったので、班超は降せなかった。この時、月氏（クシャーナ朝）は新たに康居と婚姻を結び、親密な関係となったため、班超は使者を送って多くの祝い品を月氏王に贈った。これによって康居王が兵を撤退させ、忠を捕えたので、烏即城は遂に班超に降った。
永元3年（91年）、右校尉の耿夔が北匈奴を征討したため、北単于が康居まで逃れてきた。のちにこの子孫は康居の北に悦般国を建てる。
この頃の康居は栗弋国・巌国・阿蘭聊国（奄蔡国）を従属させていた。

### 魏晋南北朝時代

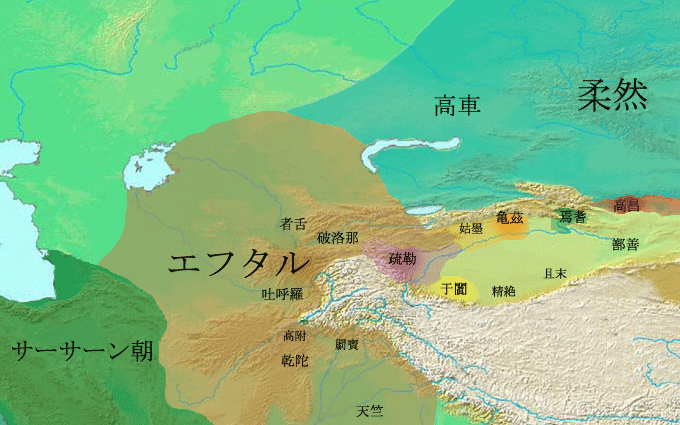
5世紀の西域諸国。

三国時代、康居の北辺には北烏伊別国・柳国・巌国・奄蔡国・呼得国・堅昆国・丁令国などがあり、後漢の時代に服属していた国々（柳国・巌国・奄蔡国）は、この頃になると服属していない。
西晋の泰始年間（265年 - 274年）、康居王の那鼻（なび）は西晋に遣使を送って良馬を献上した。
東晋の太元年間（376年 - 396年）、康居は前秦（苻堅治下、380年頃）に遣使を送って朝貢した。
北魏の時代、康居は嚈噠国（エフタル）に属し、者舌国（しゃせつこく、チャーチュカンド）と呼ばれるようになり、太延3年（437年）に遣使を送って朝貢した。また、康居の後継国家として康国（サマルカンド）があり、米国（マーイムルグ）・史国（シャフリサブス）・曹国（ウラチューブ）・何国（クシャーニヤ）・安国（ブハラ）・小安国・那色波国・烏那曷国・穆国を服属させていた。

### 唐代
貞観2年（628年）、西突厥の統葉護可汗（在位：618年 - 628年）が伯父の莫賀咄（バガトゥル）に殺され、可汗位を簒奪されてしまうと、統葉護可汗の子の咥力特勤（テュルク・テギン）は莫賀咄の難を避けて康居に亡命した。一方、西突厥の国人たちは莫賀咄可汗を認めず、弩失畢部は莫賀設泥孰を推して可汗に即位させようとするが、泥孰が固辞したので、泥孰は咥力特勤を迎えて立て、乙毗鉢羅肆葉護可汗とした。
その後、肆葉護可汗はもともと自分の即位に協力してくれた泥孰を憚っていたが、密かに彼を排除しようと考えるようになり、それを事前に察知した泥孰は焉耆国に亡命した。こうしたことが積って、設卑達干（没卑達干）が咄陸・弩失畢2部の豪帥らと潜謀して肆葉護可汗を撃ち、肆葉護可汗は軽騎で康居に遁走することになったが、まもなく死去した。
永徽年間（650年 - 655年）、高宗は康国の地（現在のウズベキスタン・サマルカンド）に康居都督府を置き、その王の拂呼縵をその都督とした。

## 習俗
康居は遊牧国家であり、他の遊牧民同様、王は夏に卑闐城で暮らし、冬に窳匿の地で治めるトランスヒューマンス方式をとる。中国の史書では大月氏・奄蔡と同俗と記されている。
晋代になると、王治（首都）は蘇䪥城となり、風俗及び人貌・衣服はだいたい大宛と同じであるとされた。
産業は周辺国同様、葡萄と馬を生業としていた。

## 政治体制
康居では他の遊牧国家同様、支配民族である遊牧民が被支配民族である農耕民族を支配していた。
国を治める康居王を頂点に、その下には5人の小王がいた。
- 蘇䪥王…王治は蘇䪥城で、西域都護府を去ること5776里、陽関を去ること8025里に位置する。のちの史国。
- 附墨王…王治は附墨城で、西域都護府を去ること5767里、陽関を去ること8025里に位置する。のちの何国。
- 窳匿王…王治は窳匿城で、西域都護府を去ること5266里、陽関を去ること7525里に位置する。のちの石国。
- 罽王…王治は罽城で、西域都護府を去ること6296里、陽関を去ること8555里に位置する。のちの安国。
- 薁鞬王…王治は薁鞬城で、西域都護府を去ること6906里、陽関を去ること8355里に位置する。のちの火尋国。

## 人口
『史記』大宛列伝では控弦者8～9万人とあり、『漢書』西域伝では戸数12万・人口60万・勝兵12万人とある。

## 参考資料
- 『史記』（大宛列伝）
- 『漢書』（西域伝）
- 『後漢書』（西域伝）
- 『三国志』（裴注『魏略』西戎伝）
- 『晋書』（四夷伝）
- 『魏書』（列伝第九十）
- 『北史』（列伝第八十五）
- 『旧唐書』（列伝第一百四十四下、列伝第一百四十八）
- 『新唐書』（列伝第一百四十下、列伝第一百四十六下）
- 岩村忍『文明の十字路＝中央アジアの歴史』（2007年、講談社）
- 白鳥庫吉「西域史上の新研究 第一 康居考」『白鳥庫吉全集 第六巻』（岩波書店、1970年）